# Sarabjot Singh
Sarabjot Singh (n. 30 septembrie 2001, Barara⁠(d), India) este un trăgător de tir ce a reprezentat India, medaliat olimpic. A participat la o ediție a Jocurilor Olimpice (2024) în care a câștigat o medalie de bronz.